# Ernest Retallack Hooper
Ernest George Retallack Hooper (St Agnes, 1906 – 1998) è stato un giornalista e scrittore britannico, pioniere della letteratura cornica moderna.

## Biografia
Fu il Grande Bardo del Gorseth Kernow (associazione letteraria della Cornovaglia) dal 1959 al 1964, successore di Robert Morton Nance. In qualità di scrittore che padroneggiava la lingua cornica pubblicò tra le altre cose una traduzione del Vangelo secondo Marco nel 1960 e del Vangelo secondo Luca nel 1989. Si specializzò in orticoltura presso i Kew Gardens di Londra. Diventò Bardo del Gorsedd Kernow nel 1932, sotto lo pseudonimo bardico di Talek (Dalle Larghe Sopracciglia). Dal secondo dopoguerra ai tardi anni sessanta diresse la Mount Pleasant House School di Camborne e il Brandon College di Truro, dove sperimentò l'insegnamento del cornico. Per molti anni fu il curatore del bollettino in lingua cornica An Lef Kernewek. Negli anni in cui fu Grande Bardo mantenne stretti contatti con i Gorseddau (associazioni letterarie) del Galles e della Bretagna, e fu membro di entrambi.

## Opere
- St. Mark's Gospel in Cornish (Il Vangelo di San Marco in cornico), An Lef Kernewek, Camborne, 1960
- Lyver Hymnys ha Salmow (Il libro degli inni e dei Salmi), 1962
- Kemysk Kernewek (Miscellanea cornica), 1964
- Gwryans an Bys (La creazione del mondo), 1985
- St. Luke's Gospel in Cornish (Il Vangelo di San Luca in cornico), An Lef Kernewek, Camborne, 1989